# Malick Diaw
Pour l’article homonyme, voir Diaw.

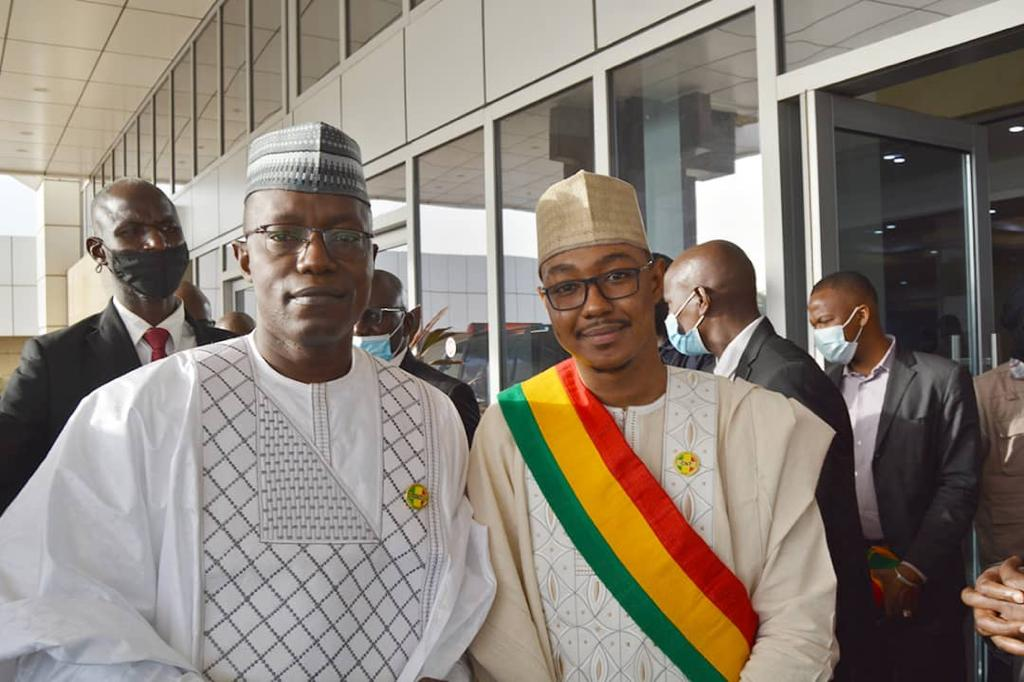
Malick Diaw (gauche) et Amadou Albert Maiga (droite)

Malick Diaw né en 1979 à Ségou au Mali, est un militaire et homme d’État malien.
Le 5 décembre 2020, il est élu président du conseil national de la transition, l'organe législatif malien.

## Parcours militaire
Malick Diaw est élève du Prytanée militaire de Kati puis rejoint l'école militaire interarmes de Koulikoro en 1998. Officier d'artillerie, il participe aux opérations au Nord-Mali entre 2013 et 2017.
Colonel des forces armées maliennes, il joue un rôle important dans le coup d'État du 18 août 2020 au Mali et devient premier vice-président du Comité national pour le salut du peuple jusqu'au 18 janvier 2021.
Il est élu président du conseil national de la transition du Mali, le 5 décembre 2020.